# 秋田県立秋田明徳館高等学校
秋田県立秋田明徳館高等学校（あきたけんりつ あきためいとくかんこうとうがっこう）は、秋田県秋田市中通二丁目に所在する県立高等学校。学校名はかつて存在した久保田藩の藩校明徳館にちなんで命名され、校舎は明徳館の跡地に隣接する。

## 設置学科
- 定時制課程：普通科
- 通信制課程：普通科

## 沿革

### 秋田県立秋田東高等学校
- 1938年（昭和13年）4月 - 私立秋田県庁青年学校、秋田県庁内に開設。
- 1942年（昭和17年）4月1日 - 私立秋田県庁青年学校を私立秋田夜間中学に改称し、秋田県立秋田中学校に附設（校長は秋田中学校長が兼務）。
- 1943年（昭和18年）4月1日 - 私立秋田夜間中学校を秋田県に移管・改組し、秋田県立秋田第二中学校として秋田県立秋田中学校に併設（校長は秋田中学校長が兼務）。
- 1948年（昭和23年）
  - 3月15日 - 秋田県立秋田中学校に通信教育部開設。
  - 4月1日 - 学制改革により秋田県立秋田第二中学校は秋田県立秋田南高等学校（現・秋田高校）夜間部、秋田県立秋田中学校通信教育部は秋田県立秋田南高等学校通信教育部となる。
  - 6月1日 - 秋田県立秋田南高等学校に定時制課程開設（夜間部の募集停止）。
  - 7月25日 - 秋田県立秋田南高等学校定時制課程戸米川分校開設。
  - 9月27日 - 秋田県立秋田南高等学校定時制課程川添分校開設。
  - 11月24日 - 秋田県立秋田南高等学校定時制課程大正寺分校開設。
- 1950年（昭和25年）3月16日 - 秋田県立秋田南高等学校定時制課程上北手分校開設。
- 1951年（昭和26年）4月1日 - 夜間部を定時制課程に統合。
- 1953年（昭和28年）4月1日 - 秋田県立秋田南高等学校を秋田県立秋田高等学校と改称。
- 1956年（昭和31年）4月11日 - 秋田県立秋田高等学校定時制課程土崎分室開設。
- 1957年（昭和32年）
  - 3月31日 - 上北手分校を中心校に統合。
  - 4月1日 - 大正寺分校と戸米川分校を統合して雄和分校開設。
- 1962年（昭和37年）1月 - 秋田県立秋田高等学校通信教育部、通信制課程と改称（前年10月の学校教育法の改正（昭和36年法律第166号）に基づく）。
- 1963年（昭和38年）3月31日 - 土崎分室を中心校に、川添分校を雄和分校に統合。
- 1964年（昭和39年）4月1日 - 秋田県立秋田高等学校定時制課程が秋田県立秋田東高等学校として独立。
- 1968年（昭和43年）4月1日 - 通信制課程を秋田県立秋田高等学校から移管。
- 1977年（昭和52年）3月31日 - 雄和分校を廃止（分校・分室を全廃）。
- 1993年（平成5年）4月1日 - 定時制課程、学年制から単位制に移行。
- 1999年（平成11年）4月1日 - 通信制課程、学年制から単位制に移行。
- 2005年（平成17年）4月1日 - 秋田県立秋田東高等学校、秋田県立秋田中央高等学校定時制課程、秋田県立秋田工業高等学校定時制課程を統合し、秋田県立秋田明徳館高等学校開校。

### 秋田県立秋田中央高等学校定時制課程
- 1948年（昭和23年）6月1日 - 秋田市立高等学校定時制課程中心校を秋田市立高等学校女子部校舎に、茨島分校を秋田市立商業高等学校（現・秋田商業高校）校舎に開設（7月5日授業開始）。
- 1949年（昭和24年）5月19日 - 秋田市立高等学校男子部校舎に教室が増築されて女子生徒が移動、旧女子部校舎には定時制課程中心校だけが残存。
- 1950年（昭和25年）3月28日 - 定時制課程中心校を秋田市立高等学校校舎に移転。
- 1952年（昭和27年）4月24日 - 秋田市立高等学校定時制課程旭川分室開設。
- 1955年（昭和30年）4月1日 - 茨島分校が秋田市立商業高等学校定時制課程として独立、旭川分室は廃止（分校・分室を全廃）。
  - 秋田市立秋田商業高等学校（1961年4月1日改称）定時制課程は、1982年3月31日に閉課程。
- 1982年（昭和57年）4月1日 - 秋田市立高等学校の県への移管に伴い、秋田県立秋田中央高等学校定時制課程と改称。
- 2005年（平成17年）3月31日 - 秋田県立秋田東高等学校、秋田県立秋田工業高等学校定時制課程と統合され閉課程（秋田県立秋田明徳館高等学校新設）。

### 秋田県立秋田工業高等学校定時制課程
- 1951年（昭和26年）
  - 4月16日 - 秋田県立秋田工業高等学校、定時制課程の設置許可を申請。
  - 6月11日 - 秋田県立秋田工業高等学校定時制課程開設（機械科、電気科）。
- 1957年（昭和32年）4月1日 - 定時制課程建設科設置。
- 1987年（昭和62年）3月31日 - 建設科廃止。
- 1995年（平成7年）4月1日 - 秋田県立秋田東高等学校通信制課程との集団定通併修制度導入。
- 1996年（平成8年）4月1日 - 秋田県立秋田東高等学校定時制課程との学校間連携開始。
- 2005年（平成17年）4月1日 - 秋田県立秋田東高等学校、秋田県立秋田中央高等学校定時制課程と統合（秋田県立秋田明徳館高等学校新設）。ただし、秋田県立秋田工業高等学校定時制課程は3年間に限って存続。
- 2008年（平成20年）3月31日 - 秋田県立秋田工業高等学校定時制課程、閉課程。

### 秋田県立秋田明徳館高等学校
- 2000年（平成12年）7月29日 - 秋田県教育委員会、「第五次秋田県高等学校総合整備計画」公表。秋田市内にある定時制・通信制課程をもつ3校の統合を計画。
- 2004年（平成16年）
  - 1月21日 - 秋田県、「スペース・イオ学習特区」の認定を国に申請（3月24日認定）。
  - 5月7日 - 秋田県教育委員会で秋田県高校教育課から秋田市内定時制統合校の名称を「秋田県立秋田明徳館高等学校」としたい旨報告。
  - 6月23日 - 秋田県議会本会議で秋田市内定時制統合校の名称を「秋田県立秋田明徳館高等学校」とする議案可決。
  - 11月5日 - 秋田県教育委員会で秋田県高校教育課から秋田県立秋田明徳館高等学校の校章と校歌が決定した旨報告。
- 2005年（平成17年）
  - 4月1日 - 秋田県立秋田東高等学校、秋田県立秋田中央高等学校定時制課程、秋田県立秋田工業高等学校定時制課程を統合して、秋田県立秋田明徳館高等学校開校（「スペース・イオ」を併設）。
  - 4月6日 - 開校式典挙行。
  - 7月8日 - 校舎（明徳館ビル、秋田県教育・福祉複合施設）竣工式典挙行。